# كارل ليندنر الثالث
كارل ليندنر الثالث (بالإنجليزية: Carl Lindner III)‏ هو شخصية أعمال أمريكي، ولد في 1953 في سينسيناتي في الولايات المتحدة.

## وصلات خارجية
- كارل ليندنر الثالث على موقع IMDb (الإنجليزية)
- كارل ليندنر الثالث على موقع إن إن دي بي (الإنجليزية)
- كارل ليندنر الثالث على موقع قاعدة بيانات الفيلم (الإنجليزية)